# Golden Cadillac
Le Golden Cadillac est un cocktail crémeux et sucré. Le short drink (boisson courte) contient comme ingrédients caractéristiques les liqueurs Galliano et la Crème de cacao « blanc », une liqueur de cacao claire, ainsi que de la crème, dans la variante la plus courante contient du jus d'orange. En raison de sa douceur et de la richesse de ses ingrédients, il est classé comme « cocktail digestif » et ne convient donc pas comme apéritif.

## Histoire
Le Golden Cadillac est probablement né dans les années 1950 aux États-Unis. Selon une histoire très répandue, Frank Klein, à l'époque barman au Poor Red's BBQ, un restaurant et bar-barbecue de la petite ville d'El Dorado, en Californie, depuis 1945, a préparé le cocktail dès 1952 pour un couple de jeunes fiancés et l'a nommé d'après leur Cadillac dorée nouvellement acquise. Klein avait essayé plusieurs recettes, mais finalement un mélange à parts égales de Galliano (aujourd'hui : Galliano L'Autentico), de Crème de cacao et de crème, préparé dans un batteur sur socle et garni de chocolat râpé, que l'on peut encore commander aujourd'hui chez Poor Red's BBQ, est devenu célèbre dans le monde entier. Dans cette recette simple, le Golden Cadillac ressemble un peu à l'Alexander, un cocktail crémeux à base de gin ou de brandy, de Crème de cacao et de crème qui a connu une grande popularité aux États-Unis pendant la prohibition de l'alcool dans les années 1930. Parmi les autres inspirations possibles du nom, citons la pièce de théâtre de Broadway de 1953, The Solid Gold Cadillac, de George Simon Kaufman, et le long métrage de 1956 du même nom qui en est tiré.
Entre 1964 et 1967, le Golden Cadillac a été promu par la marque Galliano dans une campagne publicitaire, et Poor Red's BBQ a progressé pour devenir le plus grand consommateur de la liqueur italienne en Amérique du Nord. Pendant un temps, le Golden Cadillac a également fait partie des cocktails officiels de l'International Bartenders Association, mais a été retiré de la liste révisée en 2011.

## Préparation
La recette de base la plus simple consiste à mélanger à parts égales, par exemple 2 cl chacun, de Galliano, de Crème de cacao blanc (clair) et de crème. Les trois ingrédients sont soit mélangés dans un mixeur avec de la glace pilée, comme dans le Poor Red's BBQ, soit secoués dans un shaker avec des glaçons, puis filtrés dans un verre à cocktail si possible préalablement réfrigéré. Des copeaux de chocolat ou de la poudre de cacao peuvent servir de décoration.
Dans une variante très répandue, la recette de base est complétée par environ deux parts (dans l'exemple 4 cl) de jus d'orange fraîchement pressé, ce qui non seulement donne au cocktail une note plus fraîche et plus légère, mais souligne également sa couleur « dorée ». Cette recette ressemble fortement au Golden Dream, issu d'un concours de mixage en 1959  et composé de Galliano, de liqueur d'orange, de jus d'orange et de crème. Souvent, dans le Golden Cadillac, la proportion de liqueur de Galliano est également quelque peu réduite par rapport aux autres ingrédients, comme dans la recette de Charles Schumann avec 2 cl de Crème de cacao (blanc), 1 cl de Galliano, 2 cl de crème et 4 cl de jus d'orange.
Une nette différence de goût est apportée par le choix de la liqueur jaune Galliano, dont la recette a été fortement modifiée au fil des décennies et qui est désormais disponible en deux versions très différentes. La version supposée originale est Galliano L'Autentico, une liqueur à base de plantes avec une note anisée distincte, mais pendant longtemps, elle n'a été vendue que dans son pays d'origine, l'Italie. Sur d'autres marchés, dont l'Allemagne, seule une liqueur de vanille beaucoup plus douce a été proposée sous le nom de Galliano Smooth Vanilla jusqu'en 2008. Depuis 2010, la variante douce à la vanille et la variante beaucoup plus intense aux herbes (respectivement Vanilla et L'Autentico) sont commercialisées à l'échelle internationale. Toutes deux conviennent pour mélanger une Cadillac dorée, selon l'expression souhaitée. Dans Poor Red's BBQ, Galliano L'Autentico est utilisé pour le mixage.
La vaste collection de recettes du Difford's Guide propose une recette de Golden Cadillac « doux et soyeux mais pas très fort » avec 3 cl de Crème de cacao, 1,5 cl de Galliano L'Autentico, 4,5 cl cl de jus d'orange fraîchement pressé, 2,5 cl de lait et de crème chacun, et 2 traits (éclaboussures) d'Orange bitters. Tous les ingrédients sont secoués dans un shaker sur de la glace et filtrés deux fois dans un verre à cocktail pré-refroidi. Enfin, la noix de muscade est râpée sur la boisson terminée.